# Однополые браки в Эстонии
Однополые браки в Эстонии узаконены парламентом страны 20 июня 2023 года (регистрация браков открыта с 1 января 2024 года). До этого однополые пары в Эстонии могли вступать в гражданские партнёрства, введённые в 2016 году, предполагающие лишь некоторые права и обязанности полноценного брака (возможность их регистрации сохранена и после легализации однополых браков).
Эстония стала первой балтийской, а также первой постсоветской страной, узаконившей однополые гражданские партнёрства, а позже и однополые браки.

## Однополые браки
С 1 января 2024 года в Эстонии стала возможна регистрация брака между двумя лицами, вне зависимости от пола. Заключившим однополый брак, также как и парам, состоящим в гражданском партнёрстве, разрешено усыновление родных детей своего партнёра.

## Регистрируемые партнёрства
Закон о сожительствах (эст. Kooseluseadus), позволяющий однополым и разнополым парам заключать гражданские партнёрства был одобрен парламентом Эстонии 9 октября 2014 года и вступил в силу с 1 января 2016 года.
Вступающие в партнёрство получают определённую юридическую защиту — это касается как разнополых, так и однополых пар, которые по тем или иным причинам не могут или не хотят заключить брак. Закон позволяет таким парам официально делить имущество и кредитные обязательства, а также регулирует обязательства по уходу друг за другом, наследственные отношения и т. д., в том числе и после расторжения договора.
Регистрация партнёрств происходит у нотариуса. При заключении «договора о сожительстве» оба партнёра должны достигнуть совершеннолетия, и как минимум один из них должен проживать на территории Эстонии. Кроме того, заключить партнёрство может лишь лицо, не состоящее в браке или другом партнёрстве.
Пары, заключившие гражданское партнёрство, также получают ограниченное право на усыновление: разрешается усыновление родного ребёнка своего партнёра. Это не касается совместного усыновления детей со стороны.

## История вопроса
Первые попытки легализации в Эстонии однополых союзов предпринимались ещё в 2006 году, однако тогда законопроект был отклонён депутатами. Новый проект закона о сожительствах курировался министерством юстиции Эстонии и был анонсирован ещё в 2011 году. Ещё в июле 2009 года министерство юстиции подготовило анализ правового регулирования внебрачного разнополого и однополого сожительства, который был предложен эстонским ЛГБТ-организациям для ознакомления и внесения предложений по улучшению.
Инициаторами законопроекта выступили 40 депутатов эстонского парламента, среди которых — члены Партии реформ, Социал-демократической партии и оппозиционной Центристской партии. Таким образом, полностью в стороне остались лишь представители партии Союза Отечества и Res Publica. Предполагается, что законопроект будет рассмотрен на осенней сессии парламента. Министерство социальных дел Эстонии также поддерживает эту инициативу. В то же время, как министерство финансов, так и министерство социальных дел настаивают на уточнениях некоторых положений документа.
Первое чтение законопроект прошёл в парламенте 17 июня 2014 года. Партия Союз Отечества и Res Publica предложила отклонить во время первого чтения этот законопроект, однако только 32 депутата поддержали это, тогда как 45 высказались против. Во втором чтении законопроект принят 8 октября 2014 года после отклонения предложения партии Союз Отечества и Res Publica вынести законопроект на референдум. Третье чтение и принятие закона о сожительстве прошло на следующий день, 9 октября, где 40 членов парламента проголосовали за принятие закона, 38 — против.
Президент Эстонии Тоомас Хендрик Ильвес, который ещё в сентябре 2012 года выступал с поддержкой законопроекта, в тот же день подписал закон. Он вступит в силу с января 2016 года, однако также должны быть введены акты по его реализации, касающиеся области процессуального права и, соответственно, требующие для принятия абсолютного большинства, то есть минимум 51 голос.

### Признание однополых браков, заключённых за границей
В декабре 2016 года Таллиннский окружной суд постановил, что заключенный в Швеции брак двух мужчин, гражданина Эстонии и гражданина Швеции, должен быть внесён в реестр населения Эстонии, тем самым отменив решение Харьюской уездной управы 2015 года. В то же время в 2016 году департамент полиции и погранохраны отказал гражданке США, заключившей годом ранее в США законный брак с гражданкой Эстонии, в выдаче временного вида на жительства. Обжаловав решение в суде, супруги также обратились в окружной суд с просьбой разрешить гражданке США в рамках первичной правовой защиты находиться стране до конца судебного процесса. Окружной суд удовлетворил ходатайство, в результате чего департамент полиции и погранохраны выдал в апреле 2017 года вид на жительство, но при этом обжаловал решение окружного суда в Государственном суде, также одобрившим решение окружного суда разрешить пребывание в стране на время разбирательства. После решения Таллиннского административного суда выдать временный вид на жительство Таллиннский окружной суд отменил это решение 23 ноября 2017 года, а обжалование в Госсуде завершилось в апреле 2018 года отказом обсуждать дело. Однако уже в мае 2018 года полиция выдала вид на жительство другому иностранному супругу эстонского гражданина — в отличие от предыдущей пары, брак был зарегистрирован, когда гражданин Эстонии считался проживающим за рубежом.

### Отношение общества и церкви
В Эстонии тысячи пар проживают в незарегистрированных отношениях, более 50 % детей рождаются в таких семьях. По данным переписи населения, более 400 детей проживают в однополых семьях.
Эстонская евангелическая церковь выступает против введения в стране гражданских партнёрств, так как, по мнению церкви, это не будет способствовать общественному согласию и укреплению института брака. Также против закона высказались обе православные церкви Эстонии (Константинопольского и Московского патриархатов).

### Легализация однополых браков
20 июня 2023 года Рийгикогу принял закон о гендерно нейтральных браках. За принятие проголосовало 55 членов парламента, против — 34. Одновременно были приняты прикладные акты закона о сожительстве. 27 июня 2023 года президент Эстонии Алар Карис подписал принятый парламентом закон о гендерно нейтральных браках, поставив точку в этом вопросе. Браки начали регистрироваться с 1 января 2024 года. 

### Процедура заключения брака
В Таллинский ЗАГС за первые дни 2024 года заявление на заключение брака подали 16 пар, из них 8 пар - однополые. 
По закону, после подачи заявления до бракосочетания должен пройти минимум месяц, то есть, первые однополые браки в Эстонии могут быть заключены уже в начале февраля 2024 года. Процедурное различие лишь одно - теперь в ЗАГСе имеются, помимо стандартных, и гендерно-нейтральные формы для заключения брака, где вместо слов «мужчина» и «женщина» используются «первый супруг» и «второй супруг».